# Крик 2 (саундтрек)
Scream 2: Music from the Dimension Motion Picture и Scream and Scream 2: Music from the Dimension Motion Pictures— официальные музыкальные альбомы 1997 года, содержащие музыку из фильма «Крик 2».

## Саундтрек
Альбом Scream 2: Music from the Dimension Motion Picture с песнями из фильма поступил в продажу 18 ноября 1997 года, изданный лейблом Capitol Records. На диске разместилось 15 композиций различных музыкальных жанров — R&B, рэп и рок. Все песни, кроме песен «One More Chance» и «The Race» звучат в фильме. Диск попал в чат Billboard 200 и продержался в нём 10 недель, добравшись до #50 позиции, показав гораздо лучшие результаты, чем свой предшественник — саундтрек к первому фильму вообще не попал в хит-парад.
Ресурс AllMusic присвоил альбому всего 2 звезды из 5, оценив ещё ниже, чем звуковую дорожку «Крика». Стивен Эрлвайн отметил, что это — «неудачная попытка компенсировать отсутствие музыкальных хитов в первом фильме. […] Песни с этого „неровного“ альбома не настолько хороши, чтобы помочь исполнителям выпустить собственный альбом» — в итоге он присвоил альбому 2 звезды из 5. Единственная песня из фильма, которая не появилась на альбоме — «Take Away The Fear», написанная и исполненная дочерью режиссёра Уэса Крйэвена, Джессикой и Майком Манчини, звучит по телевизору в одной из сцен с Сарой Мишель Геллар в женском общежитии.
Как бы там ни было, 4 февраля 1998 года, альбому был присвоен статус «золотой», так как продажи превысили 500 тысяч экземпляров.
| №                   | Название                  | Автор(ы)                               | Исполнитель                      | Длительность |
| ------------------- | ------------------------- | -------------------------------------- | -------------------------------- | ------------ |
| 1.                  | «Scream»                  | Master P                               | Master P feat. Silkk The Shocker | 3:30         |
| 2.                  | «Suburban Life»           | Kottonmouth Kings и AK Brothers        | Kottonmouth Kings                | 3:34         |
| 3.                  | «Rivers»                  | Sugar Ray и McG                        | Sugar Ray                        | 2:50         |
| 4.                  | «She's Always In My Hair» | Prince                                 | D'Angelo                         | 6:19         |
| 5.                  | «Help Myself»             | Дэвид Джей. Мэттьюз                    | Dave Matthews Band               | 4:31         |
| 6.                  | «She Said»                | Эд Роланд                              | Collective Soul                  | 4:51         |
| 7.                  | «Right Place, Wrong Time» | Мак Ребеннак                           | The Jon Spencer Blues Explosion  | 3:16         |
| 8.                  | «Dear Lover»              | Дэйв Грол и Foo Fighters               | Foo Fighters                     | 4:33         |
| 9.                  | «Eyes Of Sand»            | Эмерсон Харт и Tonic                   | Tonic                            | 4:16         |
| 10.                 | «The Swing»               | Арт Алексакис и Everclear              | Everclear                        | 2:59         |
| 11.                 | «I Think, I Love You»     | Тони Ромео                             | Less Than Jake                   | 2:03         |
| 12.                 | «Your Lucky Day In Hell»  | Марк Оливер Еверетт и Марк Голденберг  | Eels                             | 4:26         |
| 13.                 | «Red Right Hand»          | Мик Харви, Ник Кейв и Томас Уайдлер    | Nick Cave and the Bad Seeds      | 8:23         |
| 14.                 | «One More Chance»         | Kelly и T Smoov                        | Kelly                            | 4:14         |
| 15.                 | «The Race»                | Дэвид Аркетт, Гейб Кован и Sammy Music | Ear2000                          | 2:03         |
| Общая длительность: | Общая длительность:       | Общая длительность:                    | Общая длительность:              | 1:02:09      |

## Инструментальная музыка
Альбом под названием Scream and Scream 2 (Music from the Dimension Motion Pictures) выпустил лейбл Varèse Sarabande 14 июля 1998 года. Диск содержал композиции, написанные Марко Белтрами для первого и второго фильмов. Релиз является далеко неполным и содержит всего 9 треков, звучавших во втором фильме «Stage Fright Requiem», «Love Turns Sour», «Cici Creepies», «Deputy for a Friend», «Hollow Parting», «Dewpoint/Stabbed», «Hairtrigger Lunatic», «Sundown Search» and «It’s Over, Sid». Их общая продолжительность составила всего 17 минут, учитывая тот факт, что для фильма были написаны композиции общей продолжительностью около 90 минут. К тому же, средняя продолжительность официальных релизов с инструментальными композициями к фильмам составляет 30-45 минут.
Кроме того, на альбоме отсутствует трек «Cassandra Aria», написанный композитором Дэнни Элфманом. Критик со знаменитого сайта-обозревателя «Filmtracks.Com» назвал композицию «трёхминутным неистовым шедевром хоровой музыки». По мнению критиков, столь «бедный» релиз объясняется тем фактом, что за более полное издание авторских работ продюсерам пришлось бы заплатить высокий гонорар.
В работах Белтарми для трилогии чувствуется влияние таких композиторов, как Ханс Циммер, Эллиот Голденталь, Эннио Морриконе и Кристофер Янг. Кроме того, в картине использованы композиции «Brothers» и «Secure», написанные Циммером для фильма «Сломанная стрела» — в записи треков принимал участие гитарист Дуэйн Эдди. Эти две мелодии стали главной музыкальной темой персонажа Дьюи Райли и звучат в сценах Райли и Гейл, а также перед композицей «She Said», играющей во время финальных титров.
Критики оценили профессиональный рост Белтрами, сравнивая работы над этим фильмом и первой частью, однако по их мнению, главным достоинством фильма в плане музыки стали работы Ханса Циммера и «Cassandra Aria», написанная Дэнни Эльфманом. Между тем, мелодию персонажа Дьюи, написанную Белтарми, заменили на музыку Циммера, посчитав её более «броской». Отсутствие трека Эльфмана особо вызывает чувство незавершённости альбома. В итоге саундтрек был оценён в 2.5 балла из 5. Обозреватель сайта AllMusic написал, что музыка Белтрами «идеально уотобразила пост-модернисский настрой серии Криков» — албому дали 3 звезды из 5.
Слова и музыка всех песен — Марко Белтрами.
| №  | Название               | Длительность |
| -- | ---------------------- | ------------ |
| 1. | «Sidney's Lament»      | 1:37         |
| 2. | «Altered Ego»          | 2:47         |
| 3. | «Trouble In Woodsboro» | 1:49         |
| 4. | «A Cruel World»        | 1:53         |
| 5. | «Chasing Sidney»       | 1:27         |
| 6. | «NC-17»                | 3:03         |

| №                   | Название               | Длительность |
| ------------------- | ---------------------- | ------------ |
| 7.                  | «Stage Fright Requiem» | 2:07         |
| 8.                  | «Love Turns Sour»      | 4:44         |
| 9.                  | «Cici Creepies»        | 1:13         |
| 10.                 | «Deputy For A Friend»  | 2:17         |
| 11.                 | «Hollow Parting»       | 1:47         |
| 12.                 | «Dewpoint & Stabbed»   | 2:15         |
| 13.                 | «Hairtrigger Lunatic»  | 1:11         |
| 14.                 | «Sundown Search»       | 0:50         |
| 15.                 | «It's Over, Sid»       | 0:46         |
| Общая длительность: | Общая длительность:    | 29:46        |